# Philipp Drachstedt

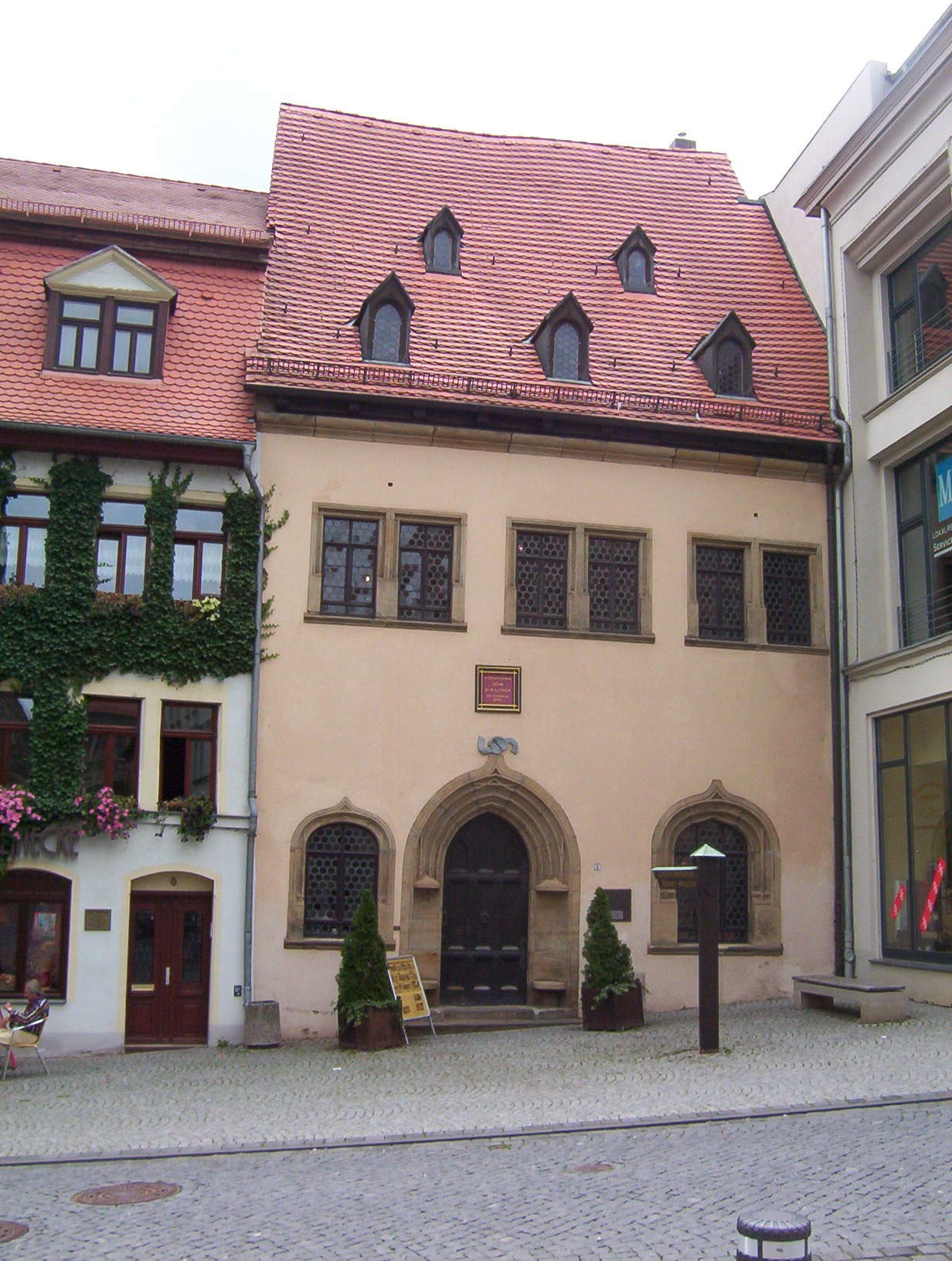
Haus von Barthel Drachstedt in Eisleben – heute als "Luthers Sterbehaus" eingerichtetes Museum

Philipp Drachstedt (* ca. 1468 in Halle/Saale; † 1539 in Eisleben) war ein sächsischer Berg- und Hüttenunternehmer, Rat der Grafen von Mansfeld und Bekannter Martin Luthers, der in einem Haus Drachstedts in Eisleben starb. 
Philipp Drachstedt war ein Sohn von Alexander Drachstedt (ca. 1435–ca. 1497) und Verona von Dieskau (ca. 1439–1524). Er heiratete Margaretha, die einzige Tochter des finanzkräftigen Bürgers Thilo Rincke aus Eisleben. Bereits zu Lebzeiten übertrug sein Schwiegervater ihm mehrere seiner Besitzungen, so etwa die Hütte am Krebsfeld am Rothenberg bei Eisleben. Gemeinsam ließen sie in Stolberg (Harz) ein neues Hüttenwerk errichten.
Nach dem Tod des Schwiegervaters übernahm er auch dessen heute nicht mehr in dieser Form vorhandenes Haus am Markt in Eisleben. Aus der ersten Ehe gingen fünf Kinder hervor. Früh verwitwet, heiratete Drachstedt ein zweites Mal.
Drachstedts Tochter Euphemia heiratete Lorenz Buchner (1481/82–1534), der ab 1506 die Geschäfte der Saigerhütte Gräfenthal leitete. Nach dem Tod ihres Großvaters Thilo Rincke († 1516) forderte sie ein Fünftel vom Erbteil ihres Vaters. Sie ging durch alle Instanzen bis zum Reichskammergericht, wo sie allerdings 1523 eine schwere Niederlage erlitt, indem ihrem Vater Recht gegeben wurde.
Philipps Sohn Barthel Drachstedt übernahm nach dem Tod des Vaters einen Großteil der väterlichen Besitzungen. Als er bei Graf Albrecht von Mansfeld in Ungnade gefallen war, reiste der schwerkranke Martin Luther Anfang 1546 zu ihm, um die Auseinandersetzungen zu schlichten. Luther erreichte eine Versöhnung zwischen beiden. Unmittelbar darauf starb der Reformator im Drachstedtischen Haus, über dessen genaue Lage es in der wissenschaftlichen Forschung unterschiedliche Auffassungen gibt.